# 宝幢院 (茨城県城里町)
宝幢院（ほうどういん）は、茨城県東茨城郡城里町にある真言宗豊山派の寺院。

## 歴史
1369年（応安2年）、上宥によって開山された。その後1636年（寛永13年）に水戸藩の世子徳川光圀の元服の際に当院第16世住職「宥源」は光圀に供奉し、その縁もあって元服で切り落とした光圀の前髪を預かり、祈願寺となった。元々別の地に位置していたが、光圀の援助もあって、現在地に移転し、真言宗の常法檀林となった。そのため、多くの学僧が住んでおり、明治維新までは寺領も300石が与えられていた。

## 文化財
- 両界曼荼羅（城里町指定文化財 昭和57年7月24日指定）[2]
- 香象（城里町指定文化財 昭和57年7月24日指定）[3]
- 絹本著色両界曼荼羅図（城里町指定文化財 平成16年5月7日指定）[4]
- 木造大日如来坐像（城里町指定文化財 平成16年5月7日指定）[5]
- 木造隆三世明王像（城里町指定文化財 平成16年5月7日指定）[6]

## 交通アクセス
- 路線バス宝憧院前停留所より徒歩3分。